# 藤本敏史
藤本 敏史（ふじもと としふみ、1970年〈昭和45年〉12月18日 - ）は、日本のお笑いタレント。お笑いコンビ・FUJIWARAのツッコミとネタ作り担当で、相方は原西孝幸。身長174 cm、 体重65kg。大阪府寝屋川市出身。吉本興業所属。（株）マハロ代表取締役。愛称は、「フジモン」。

## 来歴
1970年12月18日生まれ、大阪府寝屋川市出身、姉と兄に次いで末っ子として生まれる。
1989年3月に大阪府立東寝屋川高等学校を卒業する。
1989年4月に原西孝幸とFUJIWARAを結成してデビューする。
1991年から数年間は、吉本印天然素材のメンバーとしてナインティナインらとグループとしても活動した。
2009年5月に『クイズ!ヘキサゴンII』（フジテレビ系列）で共演していた木下優樹菜との交際が報道された。
2009年6月7日に『お笑いワイドショー マルコポロリ!』の番組内で交際を認めた。
2010年8月28日に都内の区役所へ婚姻届を提出し、同年9月1日放送の『ヘキサゴンII』で報告し、相方の原西も立ち会って9月2日に会見を開いた。婚姻届の提出は、末広がりの「8」と藤本が木下を呼ぶ時のあだ名「ニャーちゃん」=「28」から8月28日に決めた。
2010年12月5日に東京ディズニーリゾート内にあるホテルで、芸能関係者は一切招待せずに家族や親族ら身内のみで挙式した。披露宴は、2011年2月20日に芸能関係者を招待してウェスティンホテル東京で催し、同期の千原兄弟が司会して『ヘキサゴンII』が独占で放送した。
2012年8月6日に第1子（女児）、2015年11月3日に第2子（女児）、それぞれが誕生する。2012年にイクメン・オブ・ザ・イヤーを受賞する。
2019年12月31日に木下と離婚を発表する。離婚後も同じマンションで異なる階層に居住し、2人の娘を送り迎えしたり食事をともにするなど、家族として生活する。
2023年8月24日に17歳以上年下の一般女性と交際報道されたが、後述の交通事故が端緒となり2023年12月31日に破局したと明かされた。

### 不祥事
2023年10月11日に渋谷区の交差点で乗用車を運転して、他者の乗用車へ当て逃げした。10月4日12時頃に渋谷区の交差点で乗用車を運転して、他者の車に接触して走り去る。被害者の通報で事故が発覚し、警視庁渋谷警察署が藤本から任意で事情聴取した。吉本興業は、藤本の芸能活動を期限を設けない謹慎処分とすることを発表した。11月14日に警視庁は、藤本を道路交通法違反（事故不申告）の疑いで東京地方検察庁へ書類送検した。2024年1月17日に東京区検察庁は藤本を略式起訴した。1月23日付で東京簡易裁判所は、罰金2万4千円の略式命令を出した。 2月23日に活動再開を発表し、コンビでやっているYouTubeチャンネルでその動画が公開された。
なお、元妻である木下優樹菜から、運転スキルのなさを明かされていた。過去に出演した番組では藤本の運転について「視野が狭い。それで一方通行の道に車がまぎれ込む」「そのせいで車が電柱にぶつかったこともある」と、具体的なエピソードを紹介した。
活動を再開した後はこれまで出演していた『プレバト!!』や『さんまのお笑い向上委員会』にも復帰し、5月にはコンビとして『相席食堂』に出演するなど、スムーズに復帰した。一方、番組内で「車」関連の話題が出たり、藤本が「車」に乗っているVTR等が出ると明石家さんまや浜田雅功、千原ジュニア、千鳥等に必ずイジられている。

## ギャグ
手持ちのギャグは、相方の原西は多いが、藤本敏史は少数である。ほとんどが相方及び、その当時第一線で活躍していた若手のギャグを盗用したものである。のちに『アメトーーク!』で山崎弘也（アンタッチャブル）とともに若手のギャグをパクったネタを披露する看板コーナー「ザキヤマ&フジモンがパクリたい-1グランプリ」が開催された。
藤本敏史のオリジナルの代表的なギャグとして「顔デカいからや!」というものがある。藤本の近くにいる共演者（松本人志など）がある物体に対して突然「小さい」「狭い」（例:「このスタジオ意外と狭いよね?」）などと言い、それを聞いた藤本が「顔デカいからや!俺の顔がデカいから○○が小さく見えんねん!」と言い返す、いわば藤本の顔の大きさを強調したギャグとなっている。しかし、ヒートアップすると共演者が物体の大きさに全く関係の無い事を言っても「顔デカいからや!」と言い返してしまうため、周りからその事に対してツッコミを入れられる事もある。
2回目（2003年）の東京進出以降、藤本がバラエティ番組内で度々行う代表的なギャグであったが、2010年代に入って以降は披露する機会が少ない。
IKKOが多用する「どんだけ〜」は、藤本が『リンカーン』の企画で新宿二丁目の同性愛者の間でのスラングを取り上げたのが契機であるが、その後、IKKOにより多用され、IKKOの持ちネタにされた。
AbemaTVにて配信された『アメトーーク特別編 雨上がり決死隊解散報告会』にて藤本が雨上がり決死隊解散の悔しさのあまり号泣しながら宮迫博之に「宮迫さんが悪いんですやん!」等と放ったことから『アメトーーク!』などの番組で「宮迫さんのせい（ですよ）」というフレーズを藤本などがギャグとして多用し始め、2021年度アメトーーク流行語大賞の第2位に「宮迫さんのせいですよ」がランクインするまでに至った。

## 人物・エピソード
- 趣味は、ディズニーランド、映画鑑賞、ギャンブルである[3]。ディズニーランド案内はガイド並だという。
- 中学校時代は陸上部に所属していた。
- 甘い物が好きであるが、辛い物は苦手である。
- 芸人になる前に『4時ですよーだ』の素人参加コーナーに出演したことがある[23]。
- 料理が得意であり、その腕前をFUJIWARAのYouTubeチャンネルで披露している。一番得意なのはサンドイッチ。原西も藤本のサンドイッチを評価している。
- 大喜利が苦手で、大喜利番組は唯一NGにしている。「FNSラフ&ミュージック2022〜歌と笑いの祭典〜」内のコーナー「IPPON GRAND PRIX THE LIVE!」では、後藤輝基、陣内智則と「吉本大喜利苦手芸人チーム」で出演した。結果として大喜利苦手芸人チームは「Snow Manチーム」（阿部亮平・向井康二・宮舘涼太）に敗れたが、藤本は1ポイントをゲットした。
- 2008年にテレビ番組内で鼻のヒアルロン酸注入、ほくろ除去、眉毛のアートメイクなどのプチ整形を行ったと公表した。
- 酒が苦手で、1杯飲んだ時点で酔っぱらい、甘えん坊になる。その様子はFUJIWARAのYoutubeチャンネルで何回も見る事が出来る。
- 日本一のガヤ芸人で、どんな大御所にも臆することなく発せられるガヤに対し（例:堺正章に対し「テーブルクロス!」など）これに対し原西は内心戦々恐々していると語っている。
- 様々な髪型を試していた時期もあり、これまでにソフトモヒカン・オールバック・マッシュショート・パーマ・ネオ七三・ツーブロック・センターパートなどにしていた。ソフトモヒカンはデビッド・ベッカムのそれを真似て始めた。
- 2020年5月31日、TBSラジオ「爆笑問題の日曜サンデー」では藤本はFUJIWARAのコンビ結成の秘話を語り、「原西とは高校の同級生で、同じクラスで文化祭でコメディーをやった」、「藤本がコメディーの台本を書き『スケバン刑事』の役を、原西が志村けんさんの代表的なキャラクター「変なおじさん」をネタに、ともに芸を披露した」、「高校の文化祭がコンビ結成の原点だった」という[24]。
- 2022年1月、藤本はミニ (BMW)の「クロスオーバー」（MINI Crossover Shadow Edition 黒色[25]）を購入したことをYouTube動画で発表した[26]。購入価格は約498万円。藤本は「MINIクラブマンを愛用している」、「やっぱりMINIが大好きなんですよ」、「街乗りが多いので。乗りやすいのよね」、「『クラブマン』好きなんですけど、自分の顔はでかいから車の天井を気にしている」と語り、クラブマンより天井が10cm高いクロスオーバーの運転席に座ると、「良いわ。すごいゆとりがある!」と満足して、MINIクロスオーバーの購入を決めた[27]。

### 人間関係
- 同期のバッファロー吾郎Aとは元々仲が良かったが、あるトラブルがきっかけで不仲となった[28][29][30][31][32]。
  - 藤本は仲直りしたいと切に願っているがバッファロー吾郎Aは取り合ってくれない。
- 過去に後輩の矢部浩之に怒られた時期もあり、その矢部に「同級生やったら友達になってへん」と告げられその後藤本が号泣をしてしまった。
- 木下は離婚した理由について、「実際は話し合いができない夫婦だった」、「生活スタイルが真逆だから、解決したいことがあってもできなかった。ケンカに発展して、その空気がイヤだからなんとかその場を収めて、とりあえず離婚を回避して…の繰り返し。それを何年もやっていたら疲れちゃって、お互いに『これ以上は無理だね』『本当のウチらって何?』となってお別れしました」と配信番組「ABEMAエンタメ」の動画で語っている[33]。
- 兄とは確執があり、20年くらい喋っていない[34]。
- 2022年1月29日放送の『モモコのOH!ソレ!み～よ!』によると、「（千原ジュニアは）同期で年下やけど、めちゃくちゃ怖い」と語り、ある日、キャップを被った藤本が千原ジュニアと会うと、千原ジュニアから「おい! おまえ! その帽子! どないしてん? オレ、最近、その帽子、なくしてん。どういうことや? それ、オレのちゃうんかい!」と絡んできたという[35]。それについて、藤本は全く身に覚えもなく、そのキャップは自身で購入したものだったが、相手のあまりの迫力に押されて藤本は「拾ったの、オレでよかったで～!」と言って、自分の帽子を千原ジュニアに差し出したという[36]。

### 『プレバト!!』関連
- 2020年8月6日の名人・特待生限定の俳句タイトル戦で、3年ぶりの2度目の優勝[37]。
- 2022年6月30日放送分で、『雲の峰ぱんっと乾いたピザの薪』句で番組史上初の「2つ前進」を果たした[38]。
- 2022年10月13日の俳句タイトル戦において、お題「大谷翔平」で3度目の優勝[39]。
- 2023年3月30日の俳句タイトル戦において、お題「給与明細」で4度目の優勝[40]。
- 2023年2月23日放送分で、『春の山ひつじに空の名を与へ』句で番組史上5人目の永世名人の昇格を果たした[41]。
- 三省堂の令和3年（2021年）度版中学校3年生向け教科書『現代の国語3』には、藤本敏史と村上健志（フルーツポンチ）が過去に「俳句の才能査定ランキング」で詠んだ句も、夏井いつきの添削例として掲載された。当番組では、3人とも収録に臨んでいた『プレバト!!』2020年7月23日放送分（夏の炎帝戦予選）で、その旨が発表された[42]。
- 夏井いつきから『藤本の俳句は下手で発想も凡人だったが、努力型で意外とファンタジーだ』と評価されている[43]。

## ピンでの主な出演作品

### テレビ

#### 現在の出演番組
不定期出演
- ダウンタウンのガキの使いやあらへんで!（日本テレビ）- 主に集団系企画に出演
- ロンドンハーツ（テレビ朝日）
- アメトーーク!（テレビ朝日） [44]
- テレビ千鳥（テレビ朝日）
- 水曜日のダウンタウン（TBS） - プレゼンター・パネラー・VTRに出演。
- さんまのお笑い向上委員会（フジテレビ）
- プレバト!!（毎日放送）- 俳句・永世名人
- 千原ジュニアの座王（関西テレビ）- 審査員として出演
- 千原ジュニアのヘベレケ（東海テレビ）- 2023年7月と2025年1月のアシスタント
- THEパニックGP（日本テレビ）

#### 過去の出演番組
レギュラー番組
- 今田ハウジング（2007年 - 2008年、日本テレビ） - アルバイトとして。
- 爆笑100分テレビ!平成ファミリーズ（日本テレビ）- 準レギュラーでディズニー家族として出演。
- ネプ&イモトの世界番付（日本テレビ）- 準レギュラーパネリスト
- ノンストップ!（フジテレビ） - コメンテーター
- ざっくりハイボール→ざっくりハイタッチ（テレビ東京）- 不定期出演
- 頭脳回転ずしQ兵衛（2012年10月 - 12月、関西テレビ）- 常連客チーム
- 発掘!!ぱちんこスター パチの穴（2014年10月4日 - 2015年9月26日、テレビ大阪）[45]
- ロッカーに何、入れる?（2018年4月8日 - 2020年12月11日）- MC[注 2]
- ミント!（2019年4月 - 2020年3月、毎日放送）- 金曜隔週スタジオパネラー
- 全員半人前 〜MC&ひな壇全員トーク番組ほぼ未経験でやってみた〜（2024年8月14日 - 2025年5月28日、BSよしもと）- 見届け人※隔週水曜放送
- 競輪LIVE!チャリロトよしもと（2024年10月21日 - 2025年6月30日、BSよしもと）- 月曜MC

特番
- 俺たちが司会者!（2012年4月15日、テレビ朝日）- 司会
- フジモン家で通販はじめました（2016年12月28日、TBS）[46] - 地上波初の冠番組
- 新婚さんいらっしゃい! 仰天!姉さん女房&最恐鬼嫁SP（2018年8月26日、ABCテレビ） - 進行補助役として。
- 蛍原×大輔×フジモン ほとバス（2019年12月27日、関西テレビ）
  - 蛍原×宮川大輔×フジモンほとバス～大自然を満喫！！富士五湖あたりでニコルンルン♪ツアー～（2020年9月27日、関西テレビ・フジテレビ系全国ネット）
- フジモンの踊るサウナ!（2023年5月5日、BSフジ）

### ドラマ
- 夫婦。（2004年、TBS） - ドラマの監督が原西を起用するためオファーをかけた際、「FUJIWARA=原西一人のピン芸人」と勘違いしていたためFUJIWARAにオファーしたら代わりに藤本が来たという裏話が暴露された[47][信頼性要検証]。
- 世にも奇妙な物語 20周年スペシャル・春 〜人気番組競演編〜「もうひとりのオレ」(2010年、フジテレビ） - 主演・本人 役
- あなたには帰る家がある（2018年4月13日 - 6月22日、TBS） - 竹田邦彦 役[48]

### 映画
- 老人と木（2008年）
- パパとママが ふしあわせでありますように!（2008年） - 主演・父親 役
- ドロップ（2009年） - 先生 役
- 手裏剣戦隊ニンニンジャー THE MOVIE 恐竜殿さまアッパレ忍法帖!（2015年） - 八角辰之助（恐竜殿さま）[49] 役
- 緑〜The Bride of Izumo〜 (2016年) - 堀内寛之役

### CM
- 映画『僕が結婚を決めたワケ』
- ジョイ（P&G、2019年3月 - 7月）[50]

### インターネット配信
- 週末パチンコ!FUJIWARAフジモンの「庭パチ」（2015年11月30日 - 2016年5月11日、YouTube「よしもとぱちんこ倶楽部 - KYORAKU吉本.ホールディングス」）
- フジモンが芸能界から干される前にやりたい10のこと（2016年4月26日 - 2018年9月19日、AbemaTV） - MC
  - フジモンが引退するまでにやるべき10のこと（2021年1月20日、ABEMA） - MC
- HITOSHI MATSUMOTO presents ドキュメンタル（2016年 - 2022年、Amazonプライム・ビデオ）- シーズン1、シーズン2、シーズン4、シーズン6、シーズン8、シーズン10、シーズン11、シーズン12出演
- 戦闘車（2017年、Amazonプライム・ビデオ） - シーズン1出演
- 原宿アベニュー（2017年7月 - 2018年3月31日、AbemaTV） - コメンテーター
- けやき坂アベニュー（2017年8月 - 2018年4月1日、 AbemaTV） - コメンテーター
- HITOSHI MATSUMOTO presents ドキュメンタル Documentary of Documental（2017年、Amazonプライム・ビデオ）- シーズン1出演
- 緊急特番 語るドキュメンタル＆新企画発表スペシャル（2018年、Amazonプライム・ビデオ）
- トークサバイバー!ラスト・オブ・ラフ（2024年9月3日配信予定、Netflix）[51]
- 罵倒村（2025年5月13日、Netflix）

## 関連作品

### DVD
- やりすぎコージーDVD 14・18・22 - 18は特典映像のみ
- アメトーーク!DVD 9・17・18・21・22・26・27・29・30・31・32・34・35・37・38・39・40・42
- 人志松本のゆるせない話上
- 逃走中 7・13・17